# Antropophagus
Antropophagus  (br: O Antropófago) é um filme de terror produzido na Itália em 1980, co-escrito por Joe D'Amato e George Eastman dirigido por Joe D'Amato.

## Sinopse
Durante uma viagem de férias a uma pequena ilha remota grega, turistas são forçados a passar a noite no lugar e acabam tornando-se vítimas de um terrível morador, um assassino canibal que devorou todos os habitantes locais.

## Elenco
- Tisa Farrow.... Julie
- Saverio Vallone.... Andy
- Serena Grandi.... Maggie
- Margaret Mazzantini.... Henriette 'Rita'
- Mark Bodin.... Daniel
- Bob Larsen.... Arnold
- Rubina Rey.... Irina Karamanlis
- George Eastman.... Nikos Karamanlis

## Produção

### Pré-produção
Antropophagus foi produzido em colaboração entre a Produzioni Cinematografiche Massaccesi International (PCM International), fundada recentemente por Joe D'Amato para distribuir seu filme Sesso nero, e a Filmirage, fundada por Donatella Donati e D'Amato. Financiamento adicional foi fornecido pela Eureka International, empresa fundada por Edward Sarlui especializada no licenciamento de filmes no exterior.
Em entrevista, D'Amato afirmou que foi o primeiro filme produzido por sua empresa Filmirage.

### Filmagem
As filmagens para Antropophagus duraram de 31 de março de 1980 a maio de 1980. D'Amato disse que foi filmado em italiano, ao contrário de sua sequência Rosso Sangue, que foi filmado em inglês.
Embora o filme se passe em uma ilha grega, apenas parte da equipe de produção foi à Grécia para filmar em torno da Acrópole de Atenas. O resto do filme foi rodado na Itália. Sperlonga foi usada para as cenas na aldeia branca, as catacumbas eram as de Santa Savinilla perto do lago de Nepi, e a villa do devorador de homens era o "Conservatorio di Santa Eufemia" em Roma. Muitas fotos do interior foram feitas na pequena villa em Sacrofano, de propriedade do pai de Donatella Donati, Ermanno Donati; já havia sido usado como cenário para alguns filmes de Emanuelle Negra. A ilha grega da qual a barca se aproxima no filme é na realidade a italiana Ponza.
Ursula-Helen Kassaveti observou no filme uma "transformação irracional e reestruturação geográfica de Atenas. A experiente editora Ornella Micheli conecta lugares da cidade que em nenhum outro caso poderiam ser interligados".
Como em Sesso nero, o crédito pela cinematografia foi para Enrico Biribicchi, enquanto D'Amato ficou com o crédito apenas como câmera. Mais tarde, D'Amato e Biribicchi afirmaram ter feito a cinematografia. Biribicchi disse que começou junto com D'Amato aos 28 anos e por isso ficou muito orgulhoso quando D'Amato o pediu para atuar como cinegrafista, não apenas como cinegrafista. Biribicchi disse ainda estar muito satisfeito com o seu próprio trabalho no filme, em particular com as cenas das catacumbas e as da barca que alugaram para a ocasião. Ele ainda afirmou que depois de Antropophagus, D'Amato pediu-lhe para atuar como diretor de fotografia em alguns filmes de prostituição, para os quais ele teve que usar um pseudônimo por motivos de censura. D'Amato, por outro lado, afirmou que ele próprio fez a cinematografia e que o nome de Biribicchi só foi contabilizado porque o sindicato havia estabelecido um limite para o número de trabalhos que uma pessoa podia fazer para um filme.
Em uma entrevista, D'Amato afirmou que Antropophagus foi "talvez o filme de menor custo da minha carreira (feito em 16 mm e depois ampliado para 35 mm)". Ele disse: "Tive de encurtar a cena em que Montefiori devora o feto de Serena Grandi, que, na verdade, era um coelho esfolado coberto de sangue.".

### Trilha sonora
A música eletrônica do filme foi executada por Marcello Giombini em dois sintetizadores ARP 2600. A trilha sonora original é perdida. A versão do filme intitulada The Grim Reaper, que foi lançada nos Estados Unidos, usa música de Kingdom of the Spiders em vez da trilha de Giombini.